# Guadalajarska nadbiskupija
Guadalajarska nadbiskupija (lat. Archidioecesis Guadalaiarensis, šp. Arquidiócesis de Guadalajara), meksička je nadbiskupija i metropolija sa sjedištem u Guadalajari. Jedna je od najvećih nadbiskupija u svijetu, s površinom većom od 20 000 četvornih kilometara i oko 5,9 milijuna vjernika.
Utemeljena je 1548., a na razinu nadbiskupije uzdignuta 1863. godine.
Guadalajarskoj metropoliji podređeno je pet biskupija. Prvostolnica je Katedrala Uznesenja Blažene Djevice Marije u Guadalajari.